# Blood, Sweat & Tears 3
Blood, Sweat & Tears 3 je třetí studiové album americké skupiny Blood, Sweat & Tears, vydané v červnu 1970 u vydavatelství Columbia Records. Jeho producenty byli Bobby Colomby a Roy Halee. Album se umístilo na prvním místě v žebříčku Billboard 200.

## Seznam skladeb
| Pořadí         | Název                                             | Autor                                       | Délka |
| -------------- | ------------------------------------------------- | ------------------------------------------- | ----- |
| 1.             | Hi-De-Ho                                          | Gerry Goffin, Carole King                   | 4:27  |
| 2.             | The Battle                                        | Dick Halligan, Steve Katz                   | 2:41  |
| 3.             | Lucretia MacEvil                                  | David Clayton-Thomas                        | 3:04  |
| 4.             | Lucretia's Reprise                                | Blood, Sweat & Tears                        | 2:35  |
| 5.             | Fire and Rain                                     | James Taylor                                | 4:03  |
| 6.             | Lonesome Suzie                                    | Richard Manuel                              | 4:36  |
| 7.             | Symphony for the Devil“ / „Sympathy for the Devil | Dick Halligan / Mick Jagger, Keith Richards | 7:49  |
| 8.             | He's a Runner                                     | Laura Nyro                                  | 4:14  |
| 9.             | Somethin' Comin' On                               | Joe Cocker, Chris Stainton                  | 4:33  |
| 10.            | 40,000 Headmen                                    | Steve Winwood, Jim Capaldi                  | 4:44  |
| Celková délka: | Celková délka:                                    | Celková délka:                              | 40:46 |

## Obsazení
- David Clayton-Thomas – zpěv
- Bobby Colomby – bicí, perkuse, zpěv
- Jim Fielder – baskytara
- Dick Halligan – varhany, piano, elektrické piano, cembalo, celesta, pozoun, flétna, baskřídlovka, zpěv
- Jerry Hyman – pozoun, zobcová flétna
- Steve Katz – kytara, harmonika, zpěv
- Fred Lipsius – altsaxofon, piano, elektrické piano, zpěv
- Lew Soloff – trubka, křídlovka
- Chuck Winfield – trubka, křídlovka